# Flight 666 - The Original Soundtrack
A Flight 666 - The Original Soundtrack az Iron Maiden brit heavy metal együttes 2009-ben kiadott koncertalbuma. Az album a 2008-as Somewhere Back in Time turné különböző állomásain rögzített számokból áll. A turnéról film is készült Flight 666 címmel.

## Az album dalai
Első lemez
1. "Churchill's Speech" (Winston Churchill) - 0:43
- Bombay, India, Bandra-Kurla Complex

2. "Aces High" (Steve Harris) - 4:49
- Bombay, India, Bandra-Kurla Complex

- Eredetileg a Powerslave albumon szerepel (1984)

3. "2 Minutes to Midnight" (Adrian Smith, Bruce Dickinson) - 5:57
- Melbourne, Ausztrália, Rod Laver Arena

- Eredetileg a Powerslave albumon szerepel (1984)

4. "Revelations" (Dickinson) - 6:28
- Syndey, Ausztrália, Acer Arena

- Eredetileg a Piece of Mind albumon szerepel (1983)

5. "The Trooper" ([Harris) - 4:01
- Tokió, Japán, Tokyo Messe Hall; Feb 16, 2008

- Eredetileg a Piece of Mind albumon szerepel (1983)

6. "Wasted Years" (Smith) - 5:07
- Monterrey, Mexikó, Arena Monterrey

- Eredetileg a Somewhere in Time albumon szerepel (1986)

7. "The Number of the Beast" (Harris) - 5:07
- Los Angeles, USA, The Forum

- Eredetileg a The Number of the Beast albumon szerepel (1982)

8. "Can I Play With Madness" (Harris, Smith, Dickinson) - 3:36
- Mexikóváros, Mexikó, Foro Sol

- Eredetileg a Seventh Son of a Seventh Son szerepel (1988)

9. "Rime of the Ancient Mariner" (Harris) - 13:41
- New Jersey, USA, Izod Center

- Eredetileg a Powerslave albumon szerepel (1984)

Második lemez
1. "Powerslave (Dickinson) - 7:28
- San Jose, Costa Rica, Estádio Saprissa

- Eredetileg a Powerslave albumon szerepel (1984)

2. "Heaven Can Wait" (Harris) - 7:36
- Sao Paulo, Brazília, Palmeiras Stadion

- Eredetileg a Somewhere in Time albumon szerepel (1986)

3. "Run to the Hills" (Harris) - 3:59
- Recorded live in Bogotá, Colombia, Simon Bolivar; Feb 28, 2008

- Eredetileg a The Number of the Beast albumon szerepel (1982)

4. "Fear of the Dark" (Harris) - 7:32
- Buenos Aires, Argentína, Estádio Ferrocaril Oeste

- Eredetileg a Fear of the Dark albumon szerepel (1992)

5. "Iron Maiden" (Harris) - 5:26
- Santiago, Chile, Pista Atletica

- Eredetileg a Iron Maiden albumon szerepel (1980)

6. "Moonchild" (Dickinson, Smith) - 7:29
- San Juan, Puerto Rico, Coliseo De Puerto Rico

- Eredetileg a Seventh Son of a Seventh Son albumon szerepel (1988)

7. "The Clairvoyant" (Harris) - 4:38
- Curitiba, Brazília, Pedreira Paulo Leminski

- Eredetileg a Seventh Son of a Seventh Son albumon szerepel (1988)

8. "Hallowed Be Thy Name" (Harris) - 7:52
- Toronto, Kanada, Air Canada Centre

- Eredetileg a The Number of the Beast albumon szerepel (1982)